# Soppensee
Der Soppensee oder Soppisee ist ein See im schweizerischen Luzerner Rottal (Kanton Luzern). An seinem Ostufer gibt es eine Siedlung gleichen Namens.

## Lage
Der See liegt auf dem Gebiet der Gemeinde Buttisholz; die Uferzone im Westen und Südosten bildet die Gemeindegrenze zu Menznau und Ruswil. Die Wasserfläche hat eine Ausdehnung von 0,227 km². Der Oberflächenspiegel liegt auf 596 m ü. M. Der Soppensee hat in NW/SE-Richtung eine maximale Länge von 800 m, quer dazu eine maximale Breite von 400 m. Die maximale Tiefe des Sees beträgt 28 m.
Er hat keinen nennenswerten oberirdischen Zufluss. Sein Abfluss ist der Seebach, der über die Rot in die Wigger entwässert.

## Entstehung
Entstanden ist der Soppensee nach der letzten Eiszeit beim Rückzug der Gletscher aus dem Mittelland vor ungefähr 15'000 Jahren. Seinen Namen verdankt der See dem sumpfigen Borstgras (Nardus stricta), das je nach Gegend Burst, Nätsch oder Soppa genannt wird.

## Nutzung
Das Seegrundstück ist seit Jahrhunderten im Privatbesitz der Familie Pfyffer-Feer. Dazu gehören auch 75 Aren des Ufergeländes. Das Ufer fällt sogleich steil ab, und es ist durchgehend mit einem dichten Baum- und Gebüschmantel umsäumt. Das Gebiet steht unter Naturschutz. Baden ist verboten. Die Krebse aus dem Soppensee gelten als Delikatesse. Der See ist an die Fischereigesellschaft Soppensee verpachtet. Er kann auf einem Wanderweg umrundet werden.